# Emile Biayenda
Emile Biayenda (Mpongala, República do Congo, 1927 - Brazzaville, 23 de março de de 1977) foi um cardeal e arcebispo da Arquidiocese de Brazzaville.

## Vida
Emile Biayenda recebeu depois de estudar teologia católica em Brazzaville e Lyon em 26 de outubro de 1958, o sacramento do sacerdócio pelo Arcebispo de Brazzaville, Michel-Jules-Joseph-Marie Bernard, CSSp. Ele trabalhou de 1959 a 1965 e de 1969 a 1970 como pastor comunitário. De 1965 a 1969, ele serviu como Bispo Vigário da Arquidiocese de Brazzaville.
O Papa Paulo VI, em 1970 o nomeou arcebispo titular de Garba e arcebispo coadjutor de Brazzaville. A consagração episcopal aconteceu em 17 de maio de 1970 pelo arcebispo Sergio Pinedoli, secretário da Congregação para a Evangelização dos Povos; os co-consagradores foram o arcebispo Mario Tagliaferri, Delegado Apostólico no Congo, e o bispo de Orléans, Guy-Marie Riobé. Em 1971 foi nomeado arcebispo de Brazzaville.
Emile Biayenda foi nomeado, em 5 de março de 1973, Cardeal-presbítero com a igreja titular de San Marco in Agro Laurentino.
Ele foi vítima de uma disputa tribal e foi assassinado em 23 de março de 1977, após ser sequestrado no dia anterior. Seus restos foram enterrados na Catedral de Brazzaville. Em março de 1995, começou o processo de beatificação, durante o qual o Cardeal Biayenda foi proclamado o Venerável Servo de Deus.